# Восход (Комишловський район)
Восхо́д (рос. Восход) — селище у складі Комишловського району Свердловської області. Входить до складу Заріченського сільського поселення.
Населення — 1042 особи (2010, 1130 у 2002).
Національний склад станом на 2002 рік: росіяни — 96 %.